# Outlook on the web
Outlook on the web, ehemals unter den Namen Outlook Web App und Outlook Web Access (OWA), ist eine von Microsoft entwickelte Technik zum Zugriff auf E-Mail-Postfächer über einen Webbrowser.
Inhaltlich handelt es sich um einen Webmail-Dienst. Es wird dabei unter Verwendung eines Webbrowsers und dem HTTP (Hypertext Transfer Protocol) eine Verbindung zu einem Microsoft Exchange Server aufgebaut. Diese Technik wird häufig in Unternehmen verwendet, um Mitarbeitern den Zugriff auf ihre Unternehmensmails von außerhalb des Büros zu ermöglichen. Inzwischen gibt es jedoch zahlreiche Anbieter, die einen sog. „Hosted Exchange“-Service anbieten, welcher auch Privatpersonen die Nutzung von Exchange ermöglicht.
Zur Steigerung der Sicherheit sollte das HTTPS-Protokoll verwendet oder erzwungen werden. Implementiert wurde OWA erstmals in Exchange 5.0 und ist seither fester Bestandteil der Exchange-Versionen (2000, 2003). Inzwischen erhält man bei Verwendung von OWA mit einem Webbrowser eine Oberfläche, die sich optisch kaum mehr von derjenigen des Microsoft-Outlook-Clients unterscheidet. Neben dem Postfach mit den Ordnern „Posteingang“, „Postausgang“, „Gesendete Objekte“ und „Entwürfe“ erhält man auch Zugriff auf die von Outlook verwendeten Funktionen wie den Kalender, die Aufgabenverwaltung oder die Notizen.
Da man durch OWA prinzipiell auf dem Microsoft Exchange Server direkt arbeitet, gelten alle Änderungen auch dann, wenn man sich später durch Outlook mit seinem Postfach verbindet. So erscheinen als gelesen oder ungelesen markierte Nachrichten bei OWA und bei Zugriff über Outlook immer gleich.
Ab der Version Exchange 2003 ist Outlook Web Access deutlich weiter zu fassen als ein reiner browserbasierter Zugriff auf Exchange. Via HTTP und HTTPS werden auch andere Dienste getunnelt, um beispielsweise mobile Geräte, wie Handys und PDAs, mit ActiveSync anzubinden. Dies ermöglicht diesen Geräten einen Zugang über Funknetze, wie GPRS, UMTS oder HSDPA.
OWA ging bis einschließlich Exchange 2007 von der Verwendung des Internet Explorer aus. Mit anderen Webbrowsern gelang OWA die Darstellung nur eingeschränkt und wesentliche Funktionen fielen aus (z. B. Herunterladen von Anhängen im ODF-Format oder die Einrichtung von E-Mail-Weiterleitungen).
Seit Exchange 2010 heißt Outlook Web Access neu Outlook Web App und bietet auch weitgehende Unterstützung für andere Browser wie Chrome, Firefox, Apple Safari sowie seit Exchange 2010 SP2 auch wieder das fallengelassene Mini-OWA namens Outlook Mobile Access (OMA). In Exchange 2016 wurde es erneut in Outlook on the web umbenannt.